# ویروس گیاهی

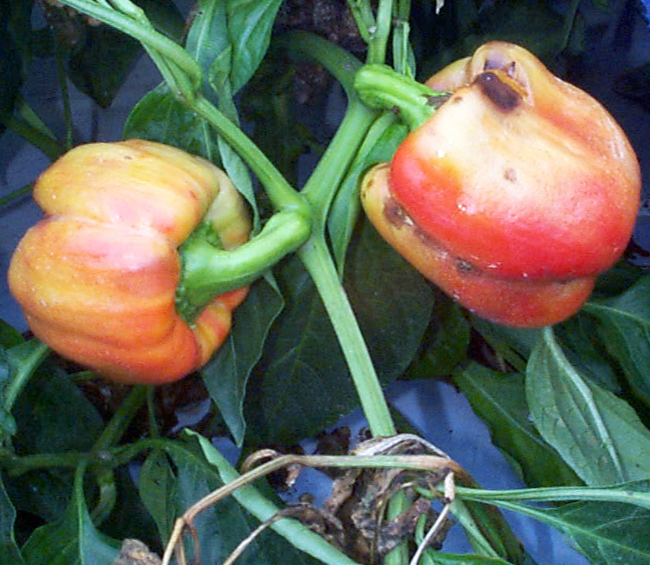
نقاط مشکی بر روی فلفل نشانگر حمله ویروسی

ویروس‌های گیاهی، ویروس‌هایی هستند که در گیاهان تولید بیماری می‌کنند. ناقل‌های ویروس به گیاهان، حشرات می‌باشند.
در حال حاضر ویروس های گیاهی داری ۱۳ خانواده که شامل ۴۷ جنس و همچنین ۲۴ جنس مستقل که هنوز در خانواده ای جای نگرفته اند:
Caulimoviridae
Geminividae،
Reoviridae،
Partitiviridae،
Rhabdoviridae،
Bunyaviridae،
Bromoviridae،
Closteroviridae،
Comoviridae،
Luteoviridae،
Potyviridae،
Sequiviridae،
.Tombusviridae،

## اطلاعات اولیه
ویروس‌ها از جلبکها، قارچها و گلسنگها، خزه‌ها، سرخس‌ها و گیاهان عالی جدا شده‌اند، ولی در گیاهان عالی بیش از گیاهان پست مورد مطالعه قرار گرفته‌اند. ویروس‌ها به گیاهان زراعی خسارت عمده‌ای وارد می‌سازند. در گیاهان برخلاف گروه‌های دیگر، ویروس‌های رشته‌ای دراز زیاد دیده می‌شود. ماده ژنتیکی اکثر ویروس‌های گیاهی RNA است، ولی در گروه ویروس موزائیک گل کلم از DNA تشکیل شده‌است. ژنوم در چند ویروس گیاهی به صورت قطعاتی در پیکرهای مجزا وجود دارد، به این گروه اصطلاحاً ویروس‌های چند جزئی نام نهاده‌اند.

## تاریخچه
ویروس‌های گیاهی از بسیاری جهات به ویروس‌های جانوری و باکتریایی شباهت دارند. مطالعه دربارهٔ این نوع وجه اشتراک خصوصاً بعد از سال ۱۹۲۵ که بلاک و براکه ثابت کردند که ویروس غده زخمی شبدر نه تنها در گیاه، بلکه در زنجره ناقل خود نیز تکثیر می‌یابد، با سرعت بیشتری دنبال شد؛ بنابراین میزبان‌های بعضی ویروس‌ها را می‌توان هم در جهان جانوران و هم در جهان گیاهان یافت.
شناسایی علایم ناشی از ویروس‌های گیاهی در میزبان
آلوده شدن گیاهان به بیماری‌های ویروسی معمولاً به وسیلهٔ ساییدن مستقیم مایع آلوده بر سطح برگ انجام می‌شود. در این حالت باید دیواره یاخته‌ای یاخته‌های گیاهی به طریقی پاره شود تا ورود ویروس آسان گردد. پس از ورود ویروس‌ها در اکثر موارد، در محل ورود به برگ تغییر شکل حاصل می‌شود. علایم ظاهر شده بر روی برگ بیشتر به صورت لکه‌های سبز کم رنگ و پر رنگ به شکل موزائیک یا زخم‌های موضعی است. گل گیاهان نیز ممکن است آلودگی ویروسی را به صورت تغییر رنگ ظاهر کند. مثلاً در لاله یا شب بوی آلوده بخشی از گلبرگ‌ها سفید می‌شود.
ظهور علایم بیماری‌های ویروسی نه تنها به ویروس و میزبان، بلکه به عوامل محیطی و غذای گیاه نیز بستگی دارد. بعضی از بیماری‌های ویروسی به‌طور مکانیکی از طریق مالش بر روی برگ منتقل نمی‌شوند و برای این منظور به موجودات زنده متکی هستند. چون اکثر ویروس‌های گیاهی علائمی تقریباً همانند در گیاه ظاهر می‌سازند، بنابراین تشخیص آن‌ها از روی علائم کار دشواری است. در این گونه موارد به خواص ذاتی آن‌ها مانند خواص ریخت‌شناسی، نوع اسید نوکلئیک و… توجه می‌شود.

## گروه‌های اصلی ویروسهای گیاهی
چون پاره‌ای از ویروس‌های گیاهی چندان شباهتی به ویروس‌های دیگر ندارند، بنابراین گروه مستقلی را تشکیل می‌دهند، ولی بعضی دیگر دارای خصوصیات مشترک بوده و می‌توان آن‌ها را در یک گروه جای داد. این گروه‌ها به شرح زیر هستند:
- ویروس‌های میله‌ای یا رشته‌ای
- ویروس‌های ایزومتریک
- ویروس‌های باسیلی شکل

ویروئیدها که بیماری‌زاهایی شبیه ویروس‌ها هستند که در میزبان خود نوکلئو پروتئین تولید نمی‌کنند. ویروئید غده دوکی سیب زمینی بیش از سایر عوامل بیماری‌زای این گروه مطالعه شده‌است.
کشت ویروس‌های گیاهی
برای کشت و ازدیاد ویروس‌های گیاهی معمولاً از میزبانهایی استفاده می‌شود که اولاً ویروس در آن‌ها به صورت فرا گیر در آید، ثانیاً قدرت تکثیر ویروس در گیاه زیاد باشد. یاخته گیاهی به علت دارا بودن دیواره سخت سلولزی نسبت به اکثر ویروس‌ها غیرقابل نفوذ است. برای این منظور باید دیواره یاخته را خراش داد، این عمل با استفاده از مواد خراش دهنده‌ای مانند پودر کربوراندم صورت می‌گیرد.
گیاهان جوان را پس از دریافت ویروس در محلی با شرایط محیطی مناسب یعنی در دمای ۲۰ تا ۲۵ درجه سانتیگراد و رطوبت و نور کافی، نگهداری می‌کنند. برای کشت ویروسها، از قطعات جدا شده گیاهی یا از مجموعه یاخته‌هایی که به‌طور نامنظم رشد یافته‌اند (بافت پینه‌ای یا کالوس) استفاده می‌شود. چون ویروس قادر به زیستن در بافت مریستمی گیاه نیست، با جدا کردن قطعه‌ای از مریستم گیاهی که مشکوک به آلودگی است و کشت آن در محیط غذایی می‌توان گیاه جدید عاری از ویروس تهیه کرد.
صفات اختصاصی آلودگی ویروس‌های گیاهی
از صفات آلودگی ویروس‌های گیاهی این است که گیاه در سراسر عمر خود آلوده باقی خواهد ماند. گیاهان برعکس مهره‌داران، پادتن تولید نمی‌کنند و در نتیجه قادر به بی اثر کردن ویروس‌ها در بدن خود نیستند. بدین جهت ویروس‌ها تا مدت نامحدودی در گیاه باقی می‌مانند و خسارتهای زیادی خصوصاً به گیاهانی که از طریق رویشی تکثیر می‌یابند، وارد می‌کنند. اساساً ویروس‌ها تمام بافت‌های گیاهی غیر از بافت مریستمی را مورد حمله قرار می‌دهند.

## اثر ویروس بر شکل ظاهری گیاه
شکل ظاهری گیاهان بر اثر حمله ویروس تغییر می‌کند و البته این تغییرات دنباله تحولاتی است که در اندرون گیاه به وقوع می‌پیوندد. علایمی که ظهور می‌کنند، برحسب نوع میزبان، مدت پس از آلودگی، نژاد ویروس و شرایط محیطی فرق می‌کند.
نکروزه شدن
شدیدترین اثر ویروس‌های گیاهان، کشتن یاخته‌هاست. قطر زخم‌های موضعی که در نتیجه نکروزه شدن بافت در برگ به وجود می‌آیند، به نوع ویروس و نوع گیاه و شرایط محیط بستگی دارد. مرگ بعضی از اندام گیاه یا مرگ گیاه به‌طور کلی در برخی از بیماری‌های ویروسی، متداول است.
اثر بر شکل گیاه و نحوه رشد آن
بیشتر ویروس‌ها رشد میزبان را کم می‌کنند، ولی در بعضی حالات باعث رشد غیرعادی آن می‌شوند. برگ‌ها بر اثر حمله ویروس تغییر شکل می‌دهند. تولید گل و دانه نیز در گیاهان آلوده کاهش می‌یابد. اثر ویروس بر کاهش میزان محصول کاملاً نمایان است.
اثر بر رنگ گیاه
از علایم اولیه آلودگی فراگیر ویروسی در اکثر گیاهان بی‌رنگ شدن رگبرگ‌ها در جوان‌ترین برگهاست و برگ‌ها پس از رشد، حالت موزائیکی یا ابلقی پیدا کرده یا زرد می‌شوند. بسیاری از ویروس‌های مولد موزائیک بر رنگ گل‌ها اثر می‌گذارند.

## اثر ویروس بر فیزیولوژی گیاه میزبان
بیشتر فرایندهای فیزیولوژیک تحت تأثیر ویروس قرار می‌گیرند. مقدار ازت به صورت آمونیوم و همچنین فسفر به صورت ترکیبات اسید نوکلئیک در گیاه توتون آلوده افزایش می‌یابد.
در برگ گیاهان آلوده به ویروس‌های مولد زردی، مقدار زیادی گلوکز، فروکتوز و ساکارز جمع می‌شوند. ظاهراً علت اساسی تجمع مواد قندی ایجاد مقاومت در دمبرگ هنگام انتقال مواد است.
شدت تنفس در گیاه آلوده معمولاً افزایش می‌یابد و گاهی تا ۵۰ درصد بیش از گیاه سالم می‌شود. شدت تنفس گیاه بر اثر ویروس‌هایی که علایم شدیدی از خود نشان می‌دهند زیادتر است و هر گاه علایم خفیف باشند افزایش در تنفس احساس نمی‌شود.